# 알후세인 (미사일)
알후세인(아랍어: الحسين)은 이라크의 스커드-C 유도탄이다. 1991년 걸프전에서 많이 사용되었다.

## 역사
이란-이라크 전쟁에서 이라크는 이란 아바즈, 데즈풀에서 FROG-7 로켓을 소량 발사했다. 이에 대한 대응조치로서, 이란은 리비아에서 스커드-B(R-17 엘브루스)를 수입하기로 하였다. 사거리 185마일인 스커드-B(R-17 엘브루스)는 이라크의 핵심도시인 술라이마니야, 키르쿠크, 바그다드를 공격할 수 있었다.
최초 개발계획은 알후세인 또는 Project 1728이라고 불렀다. 사거리 400 마일 유도탄로서, 이란의 종심 타격이 가능했다. 스커드-B(R-17 엘브루스)의 945 kg 탄두를 500 kg으로 줄이고, 연료통을 확장해서 사거리를 늘렸다.
요르단 국경 근처인 아르루트바의 서쪽에 지하 사일로가 건설되었다. 사막의 폭풍 작전 초기의 수시간 동안 미국 공군 F-15E가 정밀폭격으로 파괴했다.

## 실전기록

### 이란-이라크 전쟁
이란-이라크 전쟁에서, 이라크군은 1987년과 1988년에 알후세인 유도탄 200발을 발사해 2천명을 죽였다.

### 1991년 걸프 전쟁

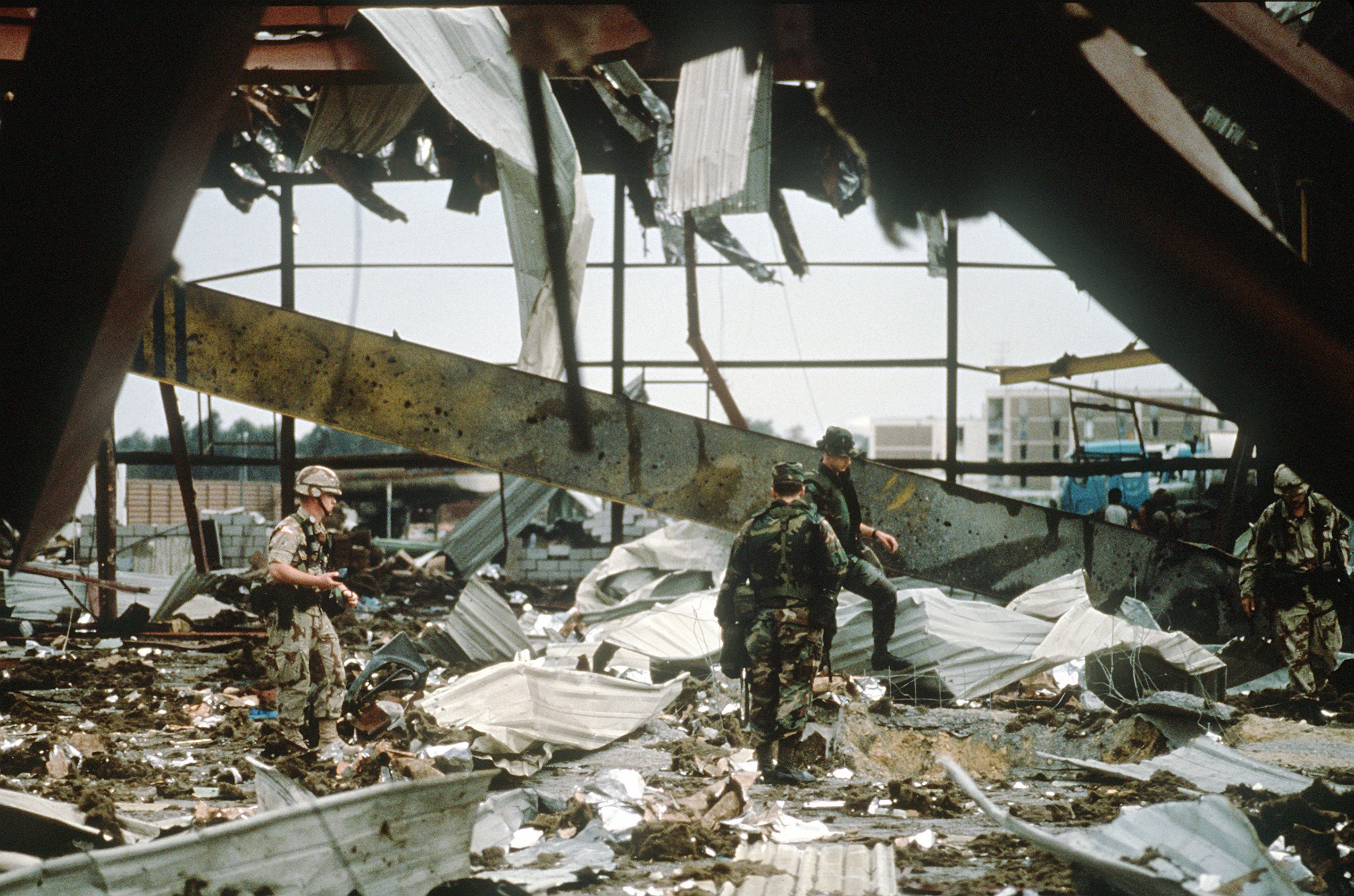
1991년 2월 25일 사우디아라비아 다란의 미국 병영이 알후세인 유도탄 공격을 받아, 28명이 사망하고 110명이 부상했다.

걸프 전쟁이 진행 중이던 1991년 1월과 2월 동안, 이라크는 스커드 유도탄 88발을 발사했는데 사우디아라비아에는 46발을, 이스라엘에는 42발을 발사했다.
최고의 공습결과는 1991년 2월 25일 사우디아라비아 다란의 미국 병영을 파괴한 것이다. 28명이 사망하고 110명이 부상했다. CEP가 1,000 m나 되기 때문에, 정밀유도 쪽집게 공습이 불가능한 것을 고려하면, 엄청난 피해결과다.
다란 상공의 스커드 유도탄을 추적하는 MIM-104 패트리어트 유도탄이 실패한 이유는, 리셋하지 않고 100시간 이상을 연속해서 소프트웨어를 사용했기 때문에 레이다가 고장나서였다.
사우디아라비아에 발사된 46발의 알후세인 유도탄 중에서 10발만이 상당한 피해를 입혔다.

## 폐기
1991년 걸프전이 끝나고, 이라크 정부는 알후세인 유도탄 61발을 보유했다고 밝혔다. 유엔 안보리는 유엔 안보리 결의 687호를 통해, UNSCOM을 창설하여 이라크의 스커드 유도탄을 폐기했다. 유엔은 사거리 150 km 탄도 유도탄의 구매와 생산만을 허가했다. 1991년 7월까지 UNSCOM 감독하에 알후세인 유도탄 61발을 전량 폐기했다. 그러나 서방 정보당국은 이라크 육군이 알후세인 유도탄 200발을 은닉했다고 보았다.

## 제원
일반 특성
- 실전배치: 1987년-1991년
- 무게: 6,400 kg
- 길이: 12.46 m
- 직경: 0.88 m
- 탄두: 500 kg
- 추진: 1단 액체연료 (산화제 IRFNA, 연료 UDMH)

성능
- 사거리: 400 마일 (644 km)
- 비행시간: 7 분
- 최대고도: 94 마일 (151 km)
- CEP: 1,000 m